# Trioceros
Trioceros là một chi tắc kè trong họ Chamaeleonidae. Trioceros trước đây được xem là một phân chi của chi Chamaeleo cho đến năm 2009 khi nó được tách thành chi riêng. Chi này có 40 loài bản địa châu Phi.

## Các loài
- Trioceros affinis (Rüppel, 1845)
- Trioceros balebicornutus (Tilbury, 1998)
- Trioceros bitaeniatus (Fischer, 1884)
- Trioceros camerunensis (Müller, 1909)
- Trioceros chapini (De Witte, 1964)
- Trioceros conirostratus (Tilbury, 1998)
- Trioceros cristatus (Stutchbury, 1837)
- Trioceros deremensis (Matschie, 1892)
- Trioceros eisentrauti (Mertens, 1968)
- Trioceros ellioti (Günther, 1895)
- Trioceros feae (Boulenger, 1906)
- Trioceros fuelleborni (Tornier, 1900)
- Trioceros goetzei (Tornier, 1899)
- Trioceros hanangensis Krause & Böhme, 2010
- Trioceros harennae (Largen, 1995)
- Trioceros hoehnelii (Steindachner, 1891)
- Trioceros incornutus (Loveridge, 1932)
- Trioceros ituriensis (Schmidt, 1919)
- Trioceros jacksonii (Boulenger, 1896)
- Trioceros johnstoni (Boulenger, 1901)
- Trioceros kinangopensis Stipala, Lutzmann, Malonza, Wilkinson, Godley, Nyamache & Evans, 2012
- Trioceros kinetensis (Schmidt, 1943)
- Trioceros laterispinis (Loveridge, 1932)
- Trioceros marsabitensis (Tilbury, 1991)
- Trioceros melleri (Gray, 1865)
- Trioceros montium (Buchholz, 1874)
- Trioceros narraioca (Necas, Modry & Slapeta, 2003)
- Trioceros ntunte (Necas, Modry & Slapeta, 2005)
- Trioceros nyirit Stipala, Lutzmánn, Malonza, Borghesio, Wilkinson, Godley & Evans, 2011
- Trioceros oweni (Gray, 1831)
- Trioceros perreti (Klaver & Böhme, 1992)
- Trioceros pfefferi (Tornier, 1900)
- Trioceros quadricornis (Tornier, 1899)
- Trioceros rudis (Boulenger, 1906)
- Trioceros schoutedeni (Laurent, 1952)
- Trioceros schubotzi (Sternfeld, 1912)
- Trioceros serratus (Mertens, 1922)
- Trioceros sternfeldi (Rand, 1963)
- Trioceros tempeli (Tornier, 1900)
- Trioceros tremperi (Necas, 1994)
- Trioceros werneri (Tornier, 1899)
- Trioceros wiedersheimi (Nieden, 1910)